# Rafael Sánchez Guerra
Rafael Sánchez-Guerra Sáinz (Madrid, 28 d'octubre de 1897 - Villava, 2 d'abril de 1964) va ser un polític espanyol, periodista i President del Reial Madrid de 1935 a 1939. Era fill de José Sánchez Guerra Martínez i de Luisa Sainz.

## Biografia
Curso estudis de Dret en la Universitat de Madrid. Més tard es dedicà al periodisme col·laborant principalment en «ABC », «Blanco y Negro» (cròniques taurines) i «El País» de l'Havana.
Va ser diputat a Corts per Jaca pel Partit Conservador a les eleccions generals espanyoles de 1923 amb només 26 anys. Sent el seu pare president del Consell de Ministres s'allistà com a voluntari en les forces regulars d'Àfrica on va combatre sota les ordres de González Tablas. Va ser ferit i condecorat amb la Medalla Militar.
En les acaballes de la monarquia, va ser candidat de la Conjunció Republicano-Socialista, com a independent, en les eleccions municipals de Madrid. Sánchez-Guerra va ser el candidat més votat en el districte de Centre i, d'aquesta forma, escollit regidor. En proclamar-se la República Espanyola va ser nomenat sotssecretari de la Presidència del Consell de Ministres i més tard ocupà el càrrec de secretari general de la Presidència de la República, càrrec que abandonà en caure Niceto Alcalá Zamora.
Durant la Guerra Civil espanyola (1936 – 1939), no va tenir cap activitat política llevat de les seves funcions de regidor de l'Ajuntament de Madrid. El 1938 va ser mobilitzat en la seva qualitat d'oficial de complement nomenant-lo ajudant del coronel Segismundo Casado.
En acabar-se la guerra es va negar a abandonar Madrid, va ser detingut i condemnat a la pena de 30 anys. Va romandre 26 mesos en diferents presons de la geografia espanyola (Madrid, Cuéllar, Puerto de Santa María, etc.) i no va arribar a complir totalment la seva condemna en ser-li commutada. El 1946 pas a França clandestinament i va ser nomenat ministre sense cartera del govern a l'exili presidit per José Giral.
Poc temps després es retira de les activitats polítiques, publicant-se a França i Argentina un llibre seu titulat «Mis Prisiones». A partir d'aquest moment es consagra enterament al periodisme i funda a París l'agència «Premsa Intercontinental». En 1959 torna a Espanya per ingressar, com a germà cooperador, al convent de Pares Dominics de Villava (Navarra). Allí va escriure dos nous llibres de records titulats «Mi Convento» i «Cartas a mis nietos». Va morir el 1964.
Va ser també president del Madrid F.C. de 1935 fins a 1939. Durant la guerra civil, Sánchez-Guerra va tenir poca activitat en el club i va ser substituït a l'agost de 1936 per un comitè presidit per Juan José Vallejo, president de la Federació Esportiva Obrera. Aquest comitè va cedir el Camp de Chamartín per a la instrucció del Batalló Esportiu.